# Stjørna kommun
Stjørna kommun (norska: Stjørna kommune) var en kommun i Sør-Trøndelag fylke i Norge. Kommunen omfattade den östra delen av nuvarande Ørlands kommun samt den nordvästra delen av nuvarande Indre Fosens kommun. Byn Husbysjøen utgjorde kommunens centralort.

## Administrativ historik

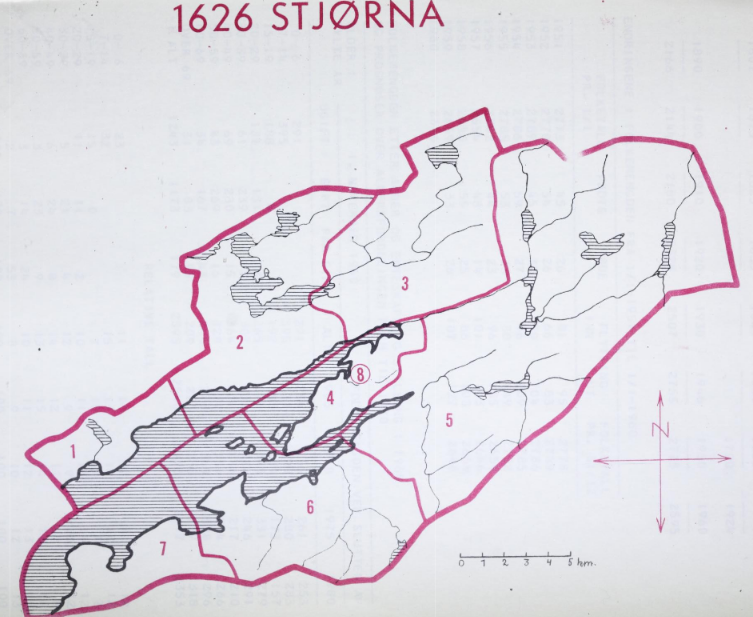
Karta över den tidigare kommunen som den såg ut 1960. Området är idag delat mellan Ørlands kommun och Indre Fosens kommun.

Skjørns kommun upprättades den 1 januari 1899 genom utbrytning ur Bjugns kommun. Kommunen hade 2 166  invånare vid upprättandet.
1918 bytte kommunen namn från Skjørn till Stjørna.
Den 1 januari 1964 upplöstes kommunen och delades. Den norra delen (Nord-Stjørna med 676 invånare) fördes till Bjugns kommun (sedan den 1 januari 2020 en del av Ørlands kommun) medan den södra delen (Sør-Stjørna med 1 868 invånare) fördes till Rissa kommun (sedan den 1 januari 2020 en del av Indre Fosens kommun). Kommunen hade vid delningen totalt 2 544 invånare.